# Alberto Harari
Alberto Harari (1932 - 2002, Buenos Aires) fue un músico, compositor y letrista argentino, popular principalmente en las décadas de 1960 y 1970 en el género del tango. Entre sus principales composiciones se encuentran "El Vuelo Ciento Dos", en sociedad con Juan Tiggi, y "Ordenando Fracasos", en asociación con Carlos Peraltas, e interpretadas por Daniel Oliveira. Su mayor éxito fue "Solamente Tu", compuesta en asociación con Agustín Irusta e interpretada por Agustín Irusta y el Cuarteto Guardia Vieja, en el álbum de 1970 "El Gato Del Amor".